# كلاك سر (دابوي الجنوبي)
کلاك سر (بالفارسية: کلیک سر) هي قرية تقع في إيران في قسم دابوي الجنوبی الريفي. يقدر عدد سكانها بـ 571 نسمة بحسب إحصاء 2016.